# Chó võ sĩ
Chó võ sĩ hay Chó Boóc-xơ (Boxer) là một giống chó chọi có nguồn gốc từ châu Âu do lai tạo với chó Bun. Loài chó này có tên như môn thể thao đấm bốc vì chúng rất thích sử dụng hai chân trước như các võ sĩ quyền Anh, đặc biệt là khi chiến đấu, ngoài ra cái tên ngộ nghĩnh này còn vốn bắt nguồn từ vẻ ngoài đặc biệt của chúng ở chỗ vòng trắng ở bàn chân giống hệt chiếc găng của võ sĩ quyền Anh. Không những vậy, loài này cũng thường dùng hai chân trước nhảy cẫng lên mừng chủ.
Boxer rất nhanh nhẹn và hiếu động nên thích hợp trong các cuộc thi tài. Tuy nhiên, việc huấn luyện chúng thường phải thực hiện ngay từ nhỏ, vì chúng khá cứng đầu và bướng bỉnh. Chúng yêu quý con người, đặc biệt là trẻ em. Chúng rất kiên trì và biết bảo vệ con người. Từ thế kỷ 19, chúng được nuôi để thi đấu do chúng có thể đứng bằng 2 chân trước để chiến đấu với đối thủ. Boxer không quá hung dữ nhưng có tận 48 tai nạn liên quan đến chúng từ năm 1982 đến 2012. Vui vẻ, tràn đầy năng lượng nhưng cũng khá cứng đầu.

## Tổng quan
Tổ tiên của giống chó Boxer là hai giống chó thuộc nhóm chó ngao của Đức là Bullenbeiszer và Barenbeiszer. Sau đó chúng lại được lai tạo với giống chó bun (Bulldog). Trước kia, giống chó này đã thu được nhiều giải thưởng như loại chó dùng để săn bò rừng và chó kéo xe. Tách xa hơn khỏi nguồn gốc của mình, tổ tiên của Boxer trở thành thành viên của các pháo đài cổ, và được sử dụng trong công việc chăn dắt đàn gia súc.
Chúng cũng khá phổ biến trong các gánh xiếc rong và gánh hát lưu động bởi khả năng học hỏi các tiết mục khá nhanh nhạy. Việc lai tạo diễn ra tương đối bừa bãi cho đến tận năm 1904, khi mà chuẩn mực của giống chó này được đặt ra. Mặc dù có nguồn gốc từ nước Đức, nhưng tên gọi thuần Anh của chúng bắt nguồn từ cách sử dụng đôi chân trước như các võ sỹ quyền anh khi thượng đài. Ngày nay đây là một trong những giống chó thích hợp nhất cho các gia đình. Sự ưu việt của Boxer được thể hiện trong các công việc liên quan đến canh gác, bảo vệ, công việc của cảnh sát, quân đội, tìm kiếm cứu hộ…

## Đặc điểm
Chó võ sĩ được lai tạo để chiến đấu nên chúng có thân hình gọn gàng, mạnh mẽ và bộ lông bóng mượt có màu vàng, trắng, nâu đốm vằn vện. Chúng cao từ 22 - 25 inches (56 – 63 cm), chó cái cao 21 – 24 inches (53 – 61 cm). Cân nặng của chúng từ 60 - 70 pounds (27 – 32 kg), riêng chó cái 53 – 65 pounds (24 – 29 kg). Cổ chúng tròn, nhiều cơ bắp và khoẻ mạnh và không được có các nếp chảy xệ. Thân hình phải vuông vức. Hai chân trước cần phải thẳng và song song với nhau. Chúng sống lâu khoảng 11 - 14 năm. Các bệnh có thể gặp gồm mắc các bệnh về tim, bệnh về máu do lai giống không chính thống, bệnh mắt kém. Một số cá thể có thể ngáy hoặc thở khò khè, Boxer màu trắng dễ mắc bệnh điếc. 

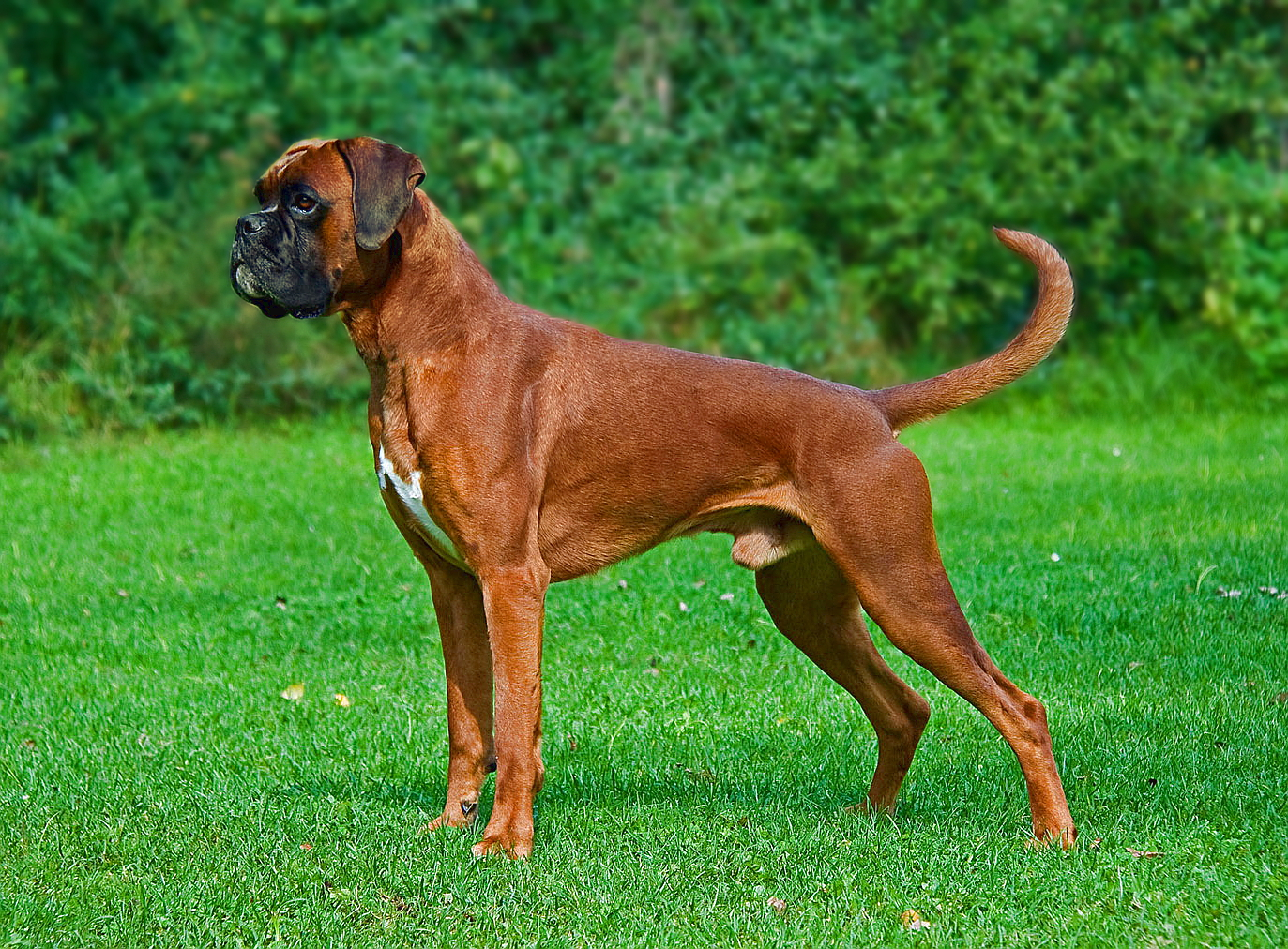
Tổng thể một con Võ sĩ tiêu chuẩn

Đuôi thường được bấm cụt từ lúc khoảng 6 tuần tuổi. Tương tự như vậy, tai của giống chó này cũng được cắt nhỏ vảo lúc bé. Đầu của chó Boxer thuần chủng phải tỷ lệ hợp lý với thân hình của chúng, không có mỡ thừa và nhăn nheo. Hàm dưới hơi chìa ra so với hàm trên, hai mép cong lên phía trên. Khi chó ngậm mồm, răng và lưỡi không được hở ra. Mũi Boxer to có màu đen và hếch để lộ rõ lỗ mũi. Mắt có màu sẫm. Chăm sóc cho bộ lông: Bộ lông mượt và ngắn dễ chăm sóc. Chỉ tắm cho chúng khi cần thiết để loại bỏ dầu của chúngn khỏi da. Boxer rất sạch sẽ và thường tự liếm lông của chúng giống mèo, mức độ rụng lông trung bình.

## Tập tính

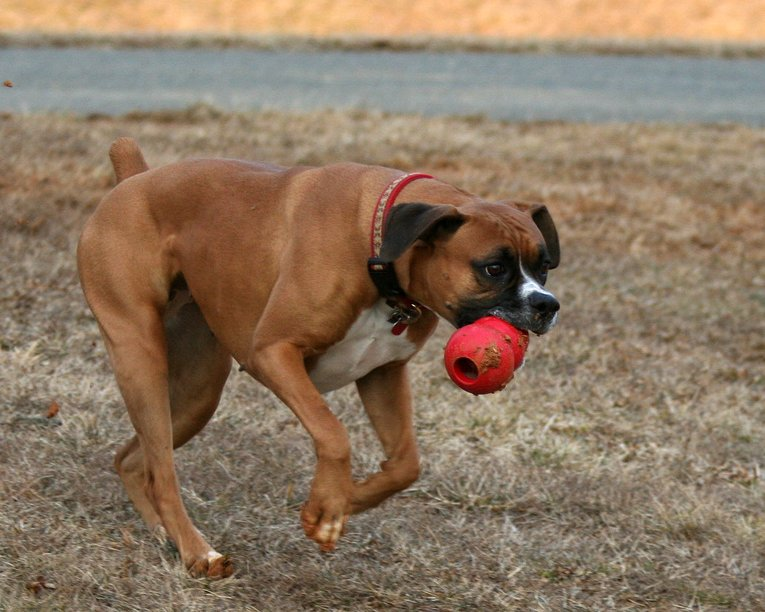
Một con đang tha mồi

Boxer là giống chó vui vẻ, thích chơi đùa, tình cảm, tò mò và rất hiếu động. Chúng rất thông minh, có tính ham học cái mới và học khá nhanh nhưng cũng có thể khá bướng bỉnh. Đây là giống chó thích hợp cho các cuộc thi tài. Luôn luôn ở trạng thái vận động, chúng rất quyến luyến và gắn bó với gia chủ. Trung thành và tình cảm, chúng luôn tìm được tiếng nói chung với trẻ nhỏ. Một chú chó Boxer được nuôi nấng và dạy dỗ chu đáo sẽ có thể sống chan hoà với các loài chó và súc vật nuôi khác. Chúng đặc biệt thích dùng 2 chân trước để đùa nghịch với cái bát đựng thức ăn của chúng. Ngoài ra chúng còn thích ngoạm tha các thứ đồ vật và đem dấu chúng ra xa.
Bản năng của Boxer là bảo vệ gia chủ và gia đình. Các vị khách quen của gia chủ luôn luôn được Boxer chào đón một cách rất nhiệt tình. Giống chó này rất cần đến các hoạt động về thể chất, và hơn thế nữa, chúng rất cần sự quan tâm của chủ. Thói quen nhảy cẫng lên người khách để thể hiện sự mừng rỡ đôi khi đem lại sự bất tiện vì vậy cần phải huấn luyện chúng từ nhỏ để loại bỏ tập tính này. Dòng chó này được sinh ra để bảo vệ và trông coi nhà. Chính vì vậy chúng được sử dụng rộng rãi trong công việc của quân đội và cảnh sát. Việc dạy dỗ cần được tiến hành một cách chu đáo và toàn diện từ lúc chúng còn nhỏ.
Chúng có thể sống trong điều kiện căn hộ nếu có không gian dành cho nó tập luyện. Tuy vậy chúng tương đối thụ động trong không gian hẹp và thoải mái nhất khi ở không gian rộng như là sân vườn. Thời tiết nóng quá và lạnh quá sẽ ảnh hưởng đến sức khoẻ của loài chó này. Chúng rất cần có các hoạt động tích cực đòi hỏi thể lực. Boxer cần có sự tập luyện thể lực hàng ngày, như là chạy theo xe hoặc các cuộc dạo chơi dài hơi. Chúng rất thích đùa nghịch với bóng và các đồ chơi.